# Lijst van Attische demen
Hieronder volgt een lijst van Attische demen van rond 400 v.Chr. De lijst is niet volledig. Attica is het schiereiland Griekenland, waarop ook Athene ligt. Een deme was in het antieke Attica een woonkern.
|    | Trittys      | Fyle: stad en omgeving             | Fyle: binnenland                 | Fyle: kustgebied                          |
| -- | ------------ | ---------------------------------- | -------------------------------- | ----------------------------------------- |
| 1  | Erechtheis   | □ Alopeke □ Euonymon □ Skambonidai | □ Kephisia □ □                   | □ Anagyrous □ Kato Lamptrai □             |
| 2  | Aigeis       | □ Kolonos □ Kollytos □ Ankyle      | □ Ikarion □ Teithras □ Erchia    | □ Halai Araphenides □ Philaidai □         |
| 3  | Pandionis    | □ Athene stad □ Kydathenaion □     | □ Kato Paiania □ □               | □ Myrrhinous □ □                          |
| 4  | Leontis      | □ Halimous □ □                     | □ Paionidai □ Kropidai □         | □ Phrearioi □ Sounion □                   |
| 5  | Akamantis    | □ Kerames □ Cholargos □ Hermeion   | □ Sphettos □ Hagnous □ Prospatta | □ Thorikos □ Kephale □                    |
| 6  | Oineis       | □ Oë □ Laciadai □ Perithoidai      | □ Acharnai □ □                   | □ Phyle □ ? Kothokidai □ Thria            |
| 7  | Kekropis     | □ Xypete □ Melite □                | □ Athmonon □ Phlia □             | □ Aixone □ Halai Aisonides □              |
| 8  | Hippothontis | □ Peiraieus □ Koile □              | □ Dekeleia □ □                   | □ Oinoë (westelijk) □ ? Elaious □ Eleusis |
| 9  | Aiantis      | □ Phaleron □ □                     | □ Aphidna □ □                    | □ Rhamnous □ Marathon □ Oinoë (oostelijk) |
| 10 | Antiochis    | □ Alopeke □ □                      | □ Pallene □ □                    | □ Thorai □ Anaphlystos □ Amphitrope       |